# London's Trafalgar Square
Pour plus de détails, voir Fiche technique et Distribution.
London's Trafalgar Square est un court métrage britannique en noir et blanc et muet. Réalisé en 1890 par les pionniers du cinéma Wordsworth Donisthorpe et William Carr Crofts (en) à environ 10 images par seconde, il montre la circulation à Trafalgar Square, à Londres. Les dix images qui n'ont pas été perdues sont le premier film (avec mouvement) de la capitale.